# Würm (fiume Baviera)
Il Würm è un fiume della Baviera, in Germania. È l'unico emissario del lago di Starnberg e attraversa rapidamente diversi comuni: Gauting, Krailling, Planegg, Gräfelfing e Lochham e il distretto di Pasing (Monaco) prima di unirsi, presso Dachau, all'Amper, che poi confluisce nell'Isar.
Sebbene il Würm non sia un fiume molto grande, è ben noto per aver dato il suo nome alla glaciazione omonima, riferita alla zona delle Alpi dell'ultima era glaciale. Esiste un altro fiume con lo stesso nome, più piccolo, nel Gäu, presso Baden-Württemberg (ancora in Germania).